# Erysimum maderense
Erysimum maderense é uma espécie de planta com flor pertencente à família Brassicaceae. 
A autoridade científica da espécie é Polatschek, tendo sido publicada em Annalen des Naturhistorischen Museums in Wien 80: 100. 1976.

## Portugal
Trata-se de uma espécie presente no território português, nomeadamente no Arquipélago da Madeira.
Em termos de naturalidade é endémica da região atrás referida.

## Protecção
Não se encontra protegida por legislação portuguesa ou da Comunidade Europeia.